# 错拉巴鄂阿东
35°26′16″N 95°25′11″E / 35.4378°N 95.4196°E
错拉巴鄂阿东是一个位于中国青海省海西蒙古族藏族自治州的湖泊，面积约为13.61平方千米，属于青藏高原。它的一级流域为内流区诸河，二级流域为柴达木内流区。